# 118172 Vorgebirge
118172 Vorgebirge este un asteroid din centura principală de asteroizi.

## Descriere
118172 Vorgebirge este un asteroid din centura principală de asteroizi. A fost descoperit pe 5 aprilie 1989 la Observatorul La Silla de Michael Geffert. Asteroidul prezintă o orbită caracterizată de o semiaxă mare de 2,72 ua, o excentricitate de 0,37 și o înclinație de 14,8° în raport cu ecliptica.